# Jason Winston George
Jason Winston George (Virginia Beach, 9 febbraio 1972) è un attore e modello statunitense.

## Filmografia

### Cinema
- Il tocco del male (Fallen), regia di Gregory Hoblit (1998)
- Clock Stoppers, regia di Jonathan Frakes (2002)
- La bottega del barbiere (Barbershop), regia di Tim Story (2002)
- Vita da strega (Bewitched), regia di Nora Ephron (2005)
- Un gioco per tre (Three Can Play That Game), regia di Samad Davis (2007)
- Un truffatore in famiglia (Race) , regia di Abbas-Mustan (2008)
- Quello che so sull'amore (Playing for Keeps), regia di Gabriele Muccino (2012)
- Kidnap, regia di Luis Prieto (2017)
- Breaking In, regia di James McTeigue (2018)
- Give Me an A, registe varie (2022)

### Televisione
- Sunset Beach - serie TV, 354 episodi (1997-1999)
- Moesha - serie TV, 2 episodi (1998-1999)
- Girlfriends - serie TV, un episodio (2000)
- Roswell - serie TV, 2 episodi (2000)
- Titans - serie TV, 13 episodi (2000-2001)
- Friends - serie TV, un episodio (2001)
- Off Centre - serie TV, 26 episodi (2001-2002)
- Jeremiah - serie TV, un episodio (2002)
- Half & Half - serie TV, 2 episodi (2002-2003)
- Boomtown - serie TV, un episodio (2003)
- She Spies - serie TV, un episodi (2003)
- Eve - serie TV, 66 episodi (2003-2006)
- Senza traccia (Without a Trace) - serie TV, 2 episodi (2005)
- Stargate SG-1 - serie TV, 7 episodi (2005-2006)
- A proposito di Brian (What About Brian) - serie TV, 17 episodi (2006-2007)
- Dr. House - Medical Division (House, M.D.) - serie TV, episodio 3x11 (2007)
- Shark - Giustizia a tutti i costi (Shark) - serie TV, un episodio (2007)
- E.R. - Medici in prima linea (ER) - serie TV, 2 episodi (2007-2008)
- Eli Stone - serie TV, 20 episodi (2008-2009)
- CSI: Miami - serie TV, un episodio (2009)
- Eastwick - serie TV, 6 episodi (2009-2010)
- Grey's Anatomy - serie TV, 110 episodi (2010-presente)
- Castle - serie TV, episodio 3x22 (2011)
- The Closer - serie TV, un episodio (2011)
- Off the Map - serie TV, 12 episodi (2011)
- Desperate Housewives - serie TV, un episodio (2011)
- Le streghe dell'East End (Witches of East End) - serie TV, 5 episodi (2013)
- Mistresses - Amanti (Mistresses) - serie TV, 28 episodi (2013-2016)
- CSI: Cyber - serie TV, 2 episodi (2015)
- Station 19 - serie TV, 105 episodi (2018-2024)

## Doppiatori italiani
Nelle versioni in italiano delle opere in cui ha recitato, Jason Winston George è stato doppiato da:
- Tony Sansone in Grey's Anatomy[1], The Closer[2], Station 19[3]
- Nanni Baldini in Eli Stone[4], Le streghe dell'East End[5]
- Stefano Benassi in Off the Map[6], Mistresses - Amanti[7]
- Andrea Ward in Titans[8]
- Stefano Mondini in Stargate SG-1[9]
- Fabio Boccanera in Off Centre[10]
- Franco Mannella in A proposito di Brian[11]
- Andrea Lavagnino in Dr. House - Medical Division[12]
- Enrico Di Troia in E.R. - Medici in prima linea[13]
- Roberto Certomà in CSI: Miami[14]
- Riccardo Scarafoni in Castle[15]
- Pasquale Anselmo in Desperate Housewives[16]